# Гілленфельд
Гілленфельд (нім. Gillenfeld) — громада в Німеччині, розташована в землі Рейнланд-Пфальц. Входить до складу району Вульканайфель. Складова частина об'єднання громад Даун.
Площа — 14,99 км2. Населення становить 1414 ос. (станом на 31 грудня 2020).